# Abri de Klara

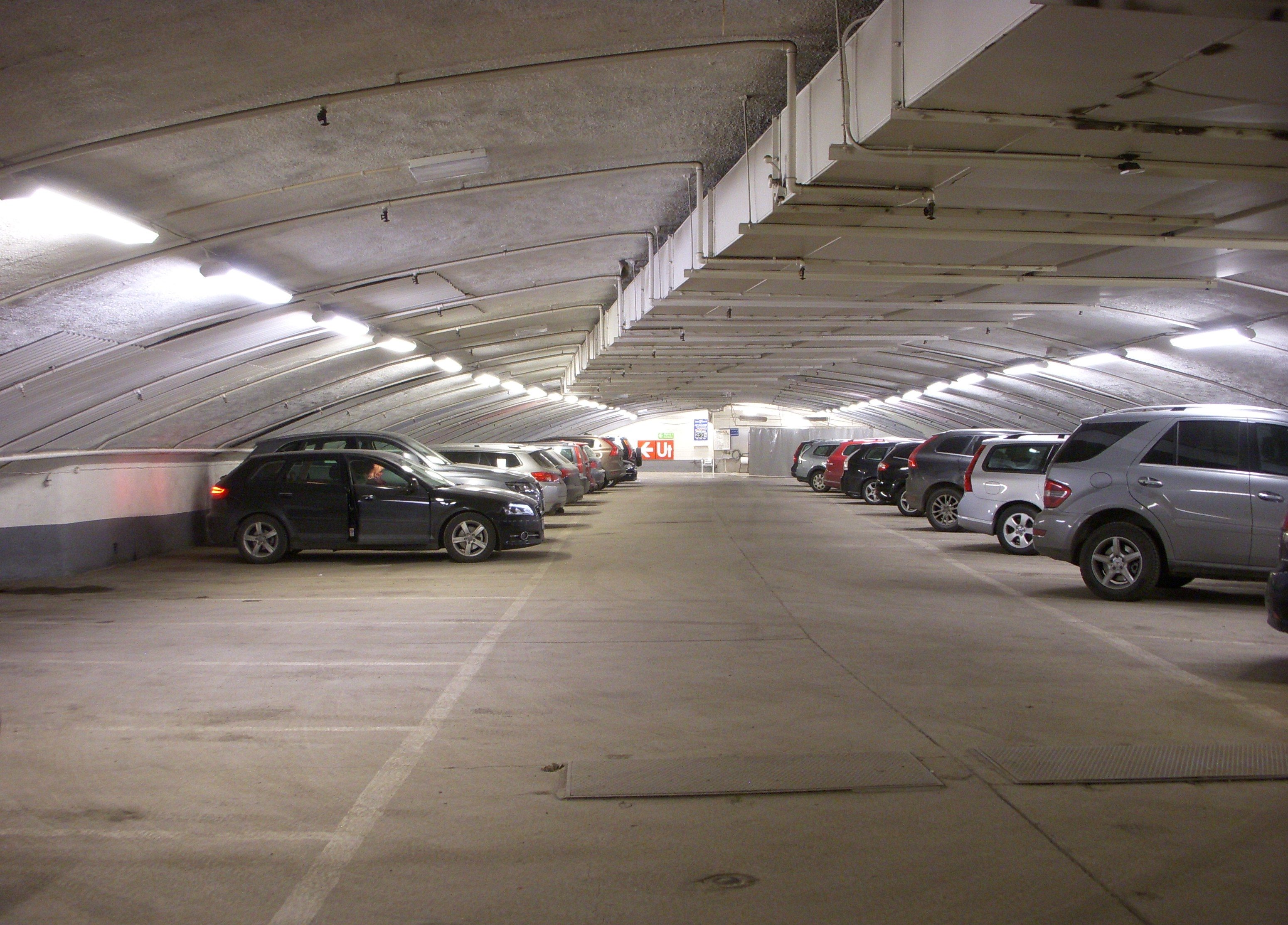
Le niveau supérieur de l'abri de Klara.

L'abri de Klara (suédois : Klara skyddsrum) entré en service en 1960 est, avec une superficie de 6 650 m2, le troisième plus grands abris antiatomiques de Stockholm. Situé dans ke quartier de Norrmalm en plein cœur de la capitale suédoise, il est destiné, en cas d'attaque nucléaire, à l'accueil des membres du gouvernement et du parlement, mais aussi à celui de la population civile. Il a été construit pendant la guerre froide, à la fin des années 1950, en relation avec un vaste programme de modernisation du centre de Stockholm connu sous le nom de redéveloppement de Norrmalm.

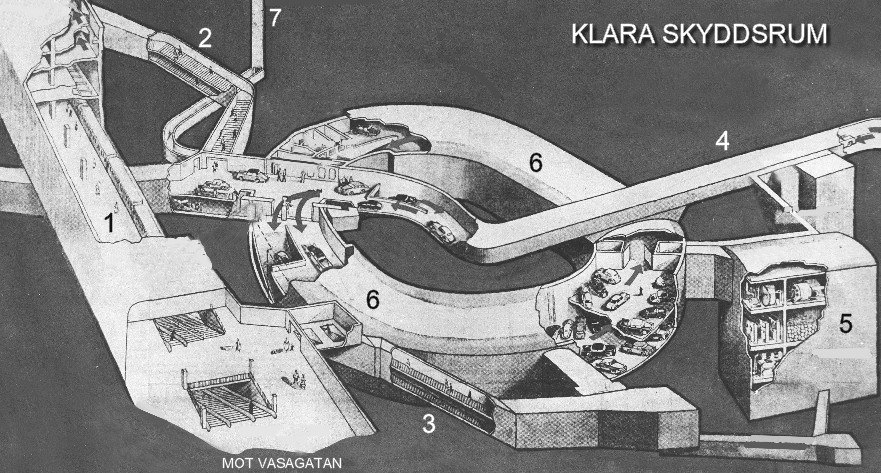
Schéma de l'abri de Klara :
1 : station de métro T-Centralen. • 2 : entrée rue Drottninggatan. • 3 : entrée rue Vasagatan. • 4 : rampe d'accès. • 5 : salle des machines. • 6 : abri. • 7 : ascenseur.

L'abri de Klara est situé sous une zone incluant la place Sergels torg et l'église Sainte-Claire. Disposant de plusieurs entrées, il comprend deux niveaux et son plan général est de forme ovale. En cas de conflit armé ou de toute autre menace, il peut accueillir jusqu'à 8 000 personnes. La salle des machines abrite entre autres cinq gros générateurs électriques permettant aux installations de fonctionner de façon autonome en cas de panne du réseau général d'électricité. Dans les années 1960, 1970 et 1980, il était prévu qu'en cas de conflit les deux tiers des membres du gouvernement et du parlement seraient confinés dans l'abri de Klara, tandis que le tiers restant prendrait place dans un autre abri antiatomique.
L'abri de Klara dispose de plusieurs voies d'accès : à proximité de l'entrée du siège de la banque centrale, sous l'escalier (démontable) qui mène de la rue Drottninggatan au niveau inférieur de la place Sergels torg, dans différents parkings souterrains du quartier de Klara et depuis les stations de métro T-Centralen et Kungsträdgården. En temps de paix, l'abri est en grande partie utilisé comme parking souterrain d'une capacité de 296 places. Il accueille notamment le parking Vattugaraget de la rue Vattugatan.
En cas de menace imminente, l'accès à l'abri se fait via des escaliers larges d'environ dix mètres, en temps normal obstrués par des murs démontables, et protégés par des portes en acier pesant chacune 70 tonnes. L'abri est équipé d'un vaste système de climatisation afin de maintenir une température supportable même en présence de 8 000 personnes.